# Opposto (matematica)
In matematica, l'opposto di un numero {\displaystyle a} è il numero che, se addizionato ad {\displaystyle a}, dà come risultato zero. Questa operazione è anche conosciuta come cambiamento di segno, inverso additivo e negazione. Per un numero reale consiste in un cambiamento di segno: l'opposto di un numero positivo è negativo mentre l'opposto di un numero negativo è positivo. Il numero zero è l'opposto di sé stesso.
L'opposto di {\displaystyle a} è indicato dall'operazione unaria meno: {\displaystyle -a}. Per esempio l'opposto di {\displaystyle 7} è {\displaystyle -7} poiché {\displaystyle 7+(-7)=0}, mentre l'opposto di {\displaystyle -0,3} è {\displaystyle 0,3} poiché {\displaystyle -0,3+0,3=0}.
L'opposto è definito come il proprio elemento inverso nell'operazione binaria di addizione, il che consente una più ampia generalizzazione ad oggetti matematici diversi dai numeri. Come per tutte le operazioni inverse, se applicata due volte ha funzione di identità: {\displaystyle -(-x)=x}.

Questi numeri complessi, due degli otto valori di, sono mutuamente opposti

## Esempi comuni
Per un numero e, più in generale, in ogni anello, l'opposto può essere calcolato tramite una moltiplicazione per {\displaystyle -1}; infatti {\displaystyle -n=-1\times n}. Esempi di anelli di numeri sono gli interi, i numeri razionali, i numeri reali e i numeri complessi.

### Relazioni con la sottrazione
L'opposto è strettamente correlato con la sottrazione, che può essere vista come un'addizione dell'opposto:
{\displaystyle a-b=a+(-b)}
Analogamente, l'opposto può essere pensato come una sottrazione dallo zero:
{\displaystyle -a=0-a}
Perciò il segno meno può essere visto come un'abbreviazione della sottrazione con l'omissione dello 0, sebbene da un punto di vista tipografico non ci dovrebbe essere spazio dopo il "-" dell'operazione unaria.

### Altre proprietà
Oltre alle identità elencate in precedenza, l'operazione di opposto ha le seguenti proprietà algebriche
{\displaystyle -(a+b)=(-a)+(-b)}
{\displaystyle a-(-b)=a+b}
{\displaystyle (-a)\times b=a\times (-b)=-(a*b)}
{\displaystyle (-a)\times (-b)=a\times b}
{\displaystyle (-a)^{2}=a^{2}}

## Definizione formale
La notazione + è normalmente riservata alle operazioni binarie commutative, es. {\displaystyle x+y=y+x}. Se una tale operazione ammette un elemento neutro {\displaystyle o} (tale che {\displaystyle x+o=o+x=x} per ogni {\displaystyle x}) allora questo elemento è unico ({\displaystyle o'=o'+o=o}). Per un dato {\displaystyle x}, se esiste {\displaystyle x'} tale che {\displaystyle x+x'=x'+x=o} allora {\displaystyle x'} è chiamato opposto di {\displaystyle x}.
Se + è associativo ({\displaystyle (x+y)+z=x+(y+z)}) allora l'opposto è unico:
{\displaystyle x''=x''+o=x''+(x+x')=(x''+x)+x'=o+x'=x'}
Ad esempio, poiché l'addizione di numeri reali è associativa, ciascun numero reale ha uno e un solo opposto.

## Altri esempi
Tutti gli esempi successivi sono gruppi abeliani
- numeri complessi: {\displaystyle -(a+bi)=-a+(-b)i}. Sul piano complesso questa operazione produce una rotazione di 180° attorno all'origine.
- addizione di funzioni reali e complesse: l'opposta di una funzione {\displaystyle f} è {\displaystyle -f} definita come {\displaystyle (-f)(x)=-f(x)} tale che {\displaystyle f+(-f)=o}.
- più in generale ciò che precede si applica a tutte le funzioni con valori in un gruppo abeliano ('zero' identifica quindi l'elemento di identità di questo gruppo).
- In uno spazio vettoriale corrisponde alla moltiplicazione scalare per {\displaystyle -1}

## Non esempi
I numeri naturali, cardinali e ordinali non hanno l'opposto all'interno dei relativi insiemi. Ad esempio si può dire che un numero naturale abbia il suo opposto ma questo non sarà un numero naturale.